# Kurznasen-Elefantenspitzmaus
Die Kurznasen-Elefantenspitzmaus (Elephantulus brachyrhynchus), teilweise auch Kurzrüssel-Elefantenspitzmaus oder Kurznasen-Rüsselspringer, ist eine Art der Elefantenspitzmäuse aus der Ordnung der Rüsselspringer (Macroscelidea). Typisch ist die verlängerte, rüsselsartige Nase, die aber vergleichsweise kürzer erscheint als bei anderen Vertretern der Gattung, sowie die langen Hinter- und kurzen Vorderbeine. Die Art kommt endemisch in Afrika vor und besitzt ein großes Verbreitungsgebiet, das von Ost- bis nach Südafrika reicht. Ihr Lebensraum umfasst Savannen und offene Waldlandschaften mit dichter Untergrundvegetation. Dort lebt die Kurznasen-Elefantenspitzmaus bodengebunden und ist tag- bis dämmerungsaktiv. Die hauptsächliche Nahrung besteht aus Insekten und grünen Pflanzenteilen. Die Tiere bilden monogame Paarverhältnisse und nutzen Streifgebiete, die sich aus Grasflächen und Büschen zusammensetzen. Ein Wurf besteht aus eins bis zwei Jungtieren, wobei die Anzahl der Nachkommen teilweise von der Jahreszeit beeinflusst wird. Der Bestand der Kurznasen-Elefantenspitzmaus gilt als ungefährdet. Die Art wurde im Jahr 1836 wissenschaftlich eingeführt.

## Beschreibung

### Habitus
Die Kurznasen-Elefantenspitzmaus gehört zu den kleineren Vertretern der Elefantenspitzmäuse. Sie erreicht eine Gesamtlänge von 17,7 bis 23 cm, davon entfallen 8,5 bis 11,2 cm auf den Schwanz. Für Tiere aus dem nördlichen Südafrika wird eine Kopf-Rumpf-Länge von 8,6 bis 11,5 cm und eine Schwanzlänge von 5,7 bis 9,3 cm angegeben, bei Individuen aus Uganda liegen entsprechende Werte für Kopf und Rumpf bei 10,5 bis 11,2 cm und für den Schwanz bei 8,3 bis 10,2 cm. Der Schwanz besitzt somit im Durchschnitt rund 90 % der Länge des übrigen Körpers. Das Gewicht variiert von 30 bis 55 g. Nach Untersuchungen von etwa 30 Individuen aus Botswana betrug das Durchschnittsgewicht männlicher Tiere rund 44,5 g, das weiblicher etwa 42,7 g. Bei einer gleich großen Gruppe aus dem nordöstlichen Südafrika brachten Männchen durchschnittlich 43,6 g auf die Waage, Weibchen dagegen 45,9 g. Typisch sind der für alle Elefantenspitzmäuse charakteristische große Kopf mit der verlängerten, rüsselartigen Nase, die aber verhältnismäßig kürzer ist im Vergleich zu anderen Arten, und die kurzen Vorder- sowie langen Hinterbeine. Die Fellbedeckung ist weich, die Haare am Rücken werden bis zu 10 mm lang. Sie sind an der Basis meist grau gefärbt, die Spitzen zeichnen je nach Region eine variable Brauntönung aus. Dadurch entstehen regional abweichende Rückenschattierungen, die als klinal angesehen werden. Tiere aus Namibia und dem nördlichen Botswana sind durch einen rötlichbraunen Rücken gekennzeichnet, solche aus Südafrika durch einen gelblichbraunen, während wiederum Individuen aus Malawi und Mosambik graubraun wirken. In Ostafrika treten demgegenüber meist grau gefärbte Tiere auf, in Sambia rotbraungraue. Das Rückenfell ist häufig mit längeren, schwarzspitzigen Haaren durchsetzt. Die Bauchseite besitzt überwiegend eine hellgraue bis weißliche Tönung. Der zweifarbige Schwanz zeigt sich bei Tieren mit insgesamt dunklerer Rückenfärbung oberseits tiefbraun, bei heller gefärbten Individuen ist er eher gelbgrau. Die Unterseite ist jeweils heller als die Oberseite. Am Schwanzende ist kein auffälliges Haarbüschel ausgebildet, wie er bei der teils sympatrisch lebenden Trockenland-Elefantenspitzmaus (Elephantulus intufi) vorkommt. Am Kopf treten weißlichgraue Oberlippen und der ebenso gefärbte, mitunter auch gelblichbraun erscheinende Ring um die großen Augen hervor. Die Ohren erreichen eine Länge von 19 bis 24 mm und besitzen gerundete Spitzen. Hinter ihnen befindet sich für gewöhnlich ein gelblichbrauner Fleck, der einen Kontrast zum Rückenfell bildet. Die Unterseiten der Hinterfüße zeigen eine braune Färbung, ähnlich der Trockenland-Elefantenspitzmaus und abweichend von den schwarzen Sohlen der Östlichen Klippen-Elefantenspitzmaus (Elephantulus myurus). Die Hinterfußlänge variiert zwischen 27 und 34 mm.

### Schädel- und Gebissmerkmale
Der Schädel erreicht eine Länge von 32,2 bis 34,4 mm, an den Jochbögen ist er 16,8 bis 18,8 mm breit. Insgesamt besitzt der Schädel einen schmalen Bau. Das Rostrum ist vergleichsweise kürzer als bei anderen Elefantenspitzmäusen und ähnelt dadurch eher dem Kurzohrrüsselspringer (Macroscelides proboscideus). Abweichend von zahlreichen anderen Elefantenspitzmäusen ist im Unterkiefer ein dritter Molar ausgebildet, der eine zylindrische Gestalt von allerdings nur geringer Größe aufweist. In diesem Merkmal ähnelt die Kurznasen-Elefantenspitzmaus der Dunklen (Elephantulus fuscus) beziehungsweise der Dunkelfuß-Elefantenspitzmaus (Elephantulus fuscipes). Dadurch verfügt das Gebiss insgesamt über 42 Zähne und weist folgende Zahnformel auf: {\displaystyle {\frac {3.1.4.2}{3.1.4.3}}}. Nur gelegentlich treten auch im Oberkiefer hinterste (dritte) Molaren auf. In der oberen Zahnreihe übertreffen die jeweils inneren und äußere Schneidezähne (I1 und I3) den mittleren an Höhe, der Eckzahn ist molarenartig gestaltet. Die gesamte obere Zahnreihe wird durchschnittlich 17 mm lang.

## Verbreitung

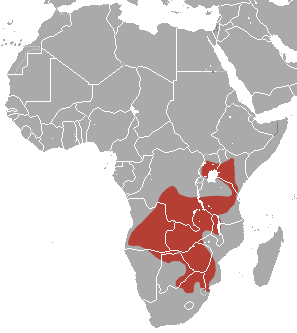
Verbreitungsgebiet (braun) der Kurznasen-Elefantenspitzmaus

Das Verbreitungsgebiet der Kurznasen-Elefantenspitzmaus ist das größte aller Elefantenspitzmäuse und auch der Rüsselspringer. Sie kommt vom nördlichen Südafrika, dem nördlichen und östlichen Botswana sowie dem nordöstlichen Namibia über Eswatini, das südliche Mosambik, Malawi, Sambia und Simbabwe bis nach Angola und in den Süden der Demokratischen Republik Kongo vor. Im Nordosten reicht das Verbreitungsgebiet bis nach Ostafrika, wo die Art in Teilen von Tansania, Kenia und Uganda auftritt. Der Lebensraum umfasst die Waldländer des Sambesi sowie die angrenzenden Gebiete des Somalia-Massai-Buschlandes und die südlichen und östlichen Regenwald-Savannen-Mosaiklandschaften. Die bevorzugten Habitate stellen demnach Savannen mit dichter und hochwachsender Grasvegetation, teilweise auch Gebüschen dar. Zudem werden auch Uferwälder von der Kurznasen-Elefantenspitzmaus aufgesucht, etwa im Okavango-Delta. Sie kommt dabei überwiegend in Gebieten mit sandigem bis festen, aber nicht felsigen Untergrund vor.
Untersuchungen in Simbabwe ergaben im Verbreitungsgebiet der Kurznasen-Elefantenspitzmaus eine Dominanz von gemischten Waldlandschaften mit Mopane- und Langfäden-Pflanzengemeinschaften, darüber hinaus auch Miombo-Waldsavannen sowie Wald- und Dickichtgebiete, in denen neben Langfäden- auch Myrobalanen-Pflanzengesellschaften vorherrschen. Dabei sollte die Vegetationsdecke auch in der Trockenzeit dicht ausgebildet sein. Die Populationsdichte ist variierend, die Art kann aber lokal teilweise recht häufig vorkommen. In einer Waldland-Savannen-Landschaft am Sengwa im nordöstlichen Simbabwe wurden abhängig von der Jahreszeit nur 0,2 bis 0,4 Individuen je Hektar ermittelt. Im Mankwe-Naturreservat im nördlichen Südafrika konnte dagegen eine deutlich höhere Populationsdichte beobachtet werden. Sie betrug hier in offenen Waldlandschaften 8 bis 14 Individuen je Hektar, in reinen Grasgebieten aber nur 1 bis 2. In beiden Biotopen war die Populationsdichte im Winter höher als im Sommer. Im südlichen Verbreitungsgebiet kommt es teilweise zu Überschneidungen mit der Östlichen Klippen- und der Trockenland-Elefantenspitzmaus, erstere bevorzugt aber felsigere Habitate, letztere benötigt weniger dicht bewachsene Gebiete. Im nordöstlichen Bereich des Vorkommens gibt es auch Überlappungen zur Rotbraunen Elefantenspitzmaus (Galegeeska rufescens).

## Lebensweise

### Territorialverhalten
Die Kurznasen-Elefantenspitzmaus ist zumeist tag- und dämmerungsaktiv und lebt bodenbewohnend, wo sie sich als schneller (cursorialer) Läufer vierfüßig laufend bis springend fortbewegt. Sie sucht dabei den Schutz der Pflanzendecke auf und zieht sich auch zum Schutz oder zur Ruhe unter diese zurück. Eigene Baue legt sie nicht an, teilweise nutzt sie aber solche von anderen Kleinsäugern oder auch Termitennester. Die Tiere leben in monogamen Paaren und können zumeist gemeinsam in einem Gebiet beobachtet werden. Zudem sind sehr territorial. Sie unterhalten Aktionsräume, wobei sich die der gebundenen Tiere häufig überlappen. Männchen haben mit 0,25 bis 0,41 ha größere Streifgebiete als Weibchen, deren Territorien 0,17 bis 0,25 ha einnehmen. Untersuchungen im Mankwe-Naturreservat im nördlichen Südafrika zeigten auf, dass die Reviere sowohl Grasflächen als auch Büsche und Dickichte einschließen, die je nach unterschiedlicher Aktivität beansprucht werden. Dabei sind vor allem die Gebüsche wichtig, in die sich die Kurznasen-Elefantenspitzmaus zum Schutz vor Fressfeinden oder bei Buschbränden zurückziehen kann. Zudem bilden die Gebüsche häufig auch den Kernbestand neuer Aktionsräume, insofern bei Bränden die umgebenden Grasflächen zerstört wurden. In den Aktionsräumen befinden sich verschiedene Aktivitätsplätze, zwischen denen die Kurznasen-Elefantenspitzmaus manchmal spezielle Wege und Pfade anlegt. Dies erfolgt aber nicht in dem starken Ausmaß wie beispielsweise bei der Rotbraunen Elefantenspitzmaus. Die zurück gelegten Distanzen innerhalb eines Tages sind möglicherweise eher gering. Aufeinanderfolgende Beobachtungen einzelner Individuen erfolgten dabei in geringen Abständen von 20 bis 42 m zueinander.
Zur Kommunikation innerhalb der Art werden häufig Duftstoffe aus Hautdrüsen eingesetzt. Zudem gibt es verschiedene Lautäußerungen, wie etwa ein lang anhaltendes Miauen als Alarmruf, das bis zu 545 ms dauert und eine Frequenz von 1,65 kHz erreicht. Kämpfende Tiere wiederum nutzen ein hohes Quietschen. Charakteristisch ist auch ein Fußtrommeln, das mit Schlägen mit den Hinterfüßen auf den Boden ausgeführt wird. Es besteht bei der Kurznasen-Elefantenspitzmaus aus einer Folge von 10 bis 30 regelmäßigen Schlägen in Abständen von 30 bis 40 ms. In diese regelmäßige Abfolge sind auch einzelne irreguläre Schläge eingestreut. Im zeitlichen Abstand von 100 bis 200 ms wird eine neue Folge von Trommelschlägen erzeugt, so dass eine ganze Serie bis zu fünf Sekunden andauern kann.

### Ernährung
Die Kurznasen-Elefantenspitzmaus ernährt sich weitgehend allesfresserisch. Makroskopische Analysen von Mageninhalten aus Tansania ergaben zu 47,2 % Reste von Insekten, zu 51,7 % grünes Pflanzenmaterial und zu 1,1 % Samen und Früchte. Die Insektenreste setzten sich zumeist aus Ameisen zusammen, daneben kamen auch Termiten und zu einem sehr geringen Anteil auch Käfer vor. Ähnliche Ergebnisse erbrachte eine Untersuchung von Mageninhalten und Kotresten im südafrikanischen Mankwe-Naturreservat, die etwa 37 % Insekten, 60 % Pflanzen und 3 % Samen ergaben. Beobachtungen in Simbabwe zeigen aber auch einen wesentlich höheren Anteil an Insekten, während der der Pflanzen bei unter 2 % liegt. In Südafrika wiederum konnte nachgewiesen werden, dass die Kurznasen-Elefantenspitzmaus auch Nektar zu sich nimmt, unter anderem von Cytinus visseri, einem Vertreter der Malvengewächse. Bei der Suche nach Nektar und dem Aufschlecken der Substanz bleibt häufig Pollen am Rüssel kleben, der dann von den Tieren weiter getragen wird. Teilweise gelangt der Pollen auch in den Magen-Darm-Trakt, wo bei Untersuchungen bis über 5000 Pollenkörner nachgewiesen wurden. Aufgrund dessen kann die Kurznasen-Elefantenspitzmaus auch als wichtiger Verbreiter von Pollen angesehen werden.
Der Körpertemperatur liegt bei etwa 34,2 bis 37,7 °C. Zur Regulierung des Wärmehaushaltes nutzt die Kurznasen-Elefantenspitzmaus verschiedene Möglichkeiten. Bei drohender Überhitzung bei Außentemperaturen von über 35 °C kommt es zu einer verstärkten Verdunstung von Oberflächenwasser. Niedrigen Außentemperaturen begegnen die Tiere mit ausgiebigen Sonnenbädern, was hauptsächlich in den frühen Morgenstunden erfolgt. Das Eintreten eines Torpors bei schlechten Umweltverhältnissen ist bei der Art nicht bekannt.

### Fortpflanzung
Die Fortpflanzung ist in weiten Bereichen des Verbreitungsgebietes nicht jahreszeitlich gebunden, mit Ausnahme der Populationen im südlichen Verbreitungsgebiet, bei denen der Nachwuchs wahrscheinlich saisonabhängig zur Welt kommt. Jungtiere konnten hier, etwa im Mankwe-Naturreservat, zumeist nur in den Sommermonaten (September bis Februar) beobachtet werden. Untersuchungen in Simbabwe ergaben saisonale Schwankungen in der Häufigkeit des Nachwuchses. Sie zeigen auf, dass in den kühleren Jahresabschnitten von Mai bis August weniger Junge geboren werden, da zu dieser Zeit auch das Nahrungsangebot in Form von Insekten deutlich geringer ist. Auch liegt hier der Abstand zwischen zwei Würfen eines Weibchens bei 90 Tagen, während er zur wärmeren Jahreszeit auf 60 schrumpft. Ein Wurf umfasst zwischen einem und zwei Neugeborene. Die Anzahl der Neugeborenen ist dabei abhängig von der Jahreszeit und der Größe des Muttertieres. Kleinere Weibchen unter 40 g Körpergewicht bringen durchschnittlich zwischen 1,4 (kühlere Jahreszeit) bis 1,7 (wärmere Jahreszeit) Jungtiere zur Welt. Bei schwereren Tieren über 40 g liegen die entsprechenden Werte bei 1,6 bis 2. Im Jahresdurchschnitt liegt somit die Anzahl der Jungen, die pro Weibchen zur Welt gebracht werden bei etwa 8,3, bei einer gesamtdurchschnittlichen Geburtsrate von 1,6. Möglicherweise ist die Anzahl der Jungen pro Wurf auch regional abhängig, da bei Populationen in Tansania Beobachtungen zufolge im Mittel nur 1,4 Jungtiere geboren wurden. Die Dauer der Tragzeit wird mit etwa 50 Tagen veranschlagt. Generell sind die Neugeborenen weit entwickelt, vollständig mit Fell bedeckt und haben geöffnete Augen. Ihre Kopf-Rumpf-Länge liegt bei 36 bis 50 mm, das Gewicht bei rund 8 bis 9 g. Die individuelle Entwicklung verläuft relativ schnell. Die Lebenserwartung in freier Wildbahn ist unbekannt, in menschlicher Obhut lebten Tiere über vier Jahre und zwei Monate.

### Fressfeinde und Parasiten
Als bedeutende Fressfeinde treten vor allem die Schleiereule und die Kapgraseule auf. Äußere Parasiten umfassen hauptsächlich Zecken wie Rhipicephalus und Ixodes. Daneben wurden auch Flöhe, etwa Dinopsyllus und Xenopsylla, und Milben, etwa Schoutedenichia, nachgewiesen. Des Weiteren stellt Parasubulura aus der Gruppe der Fadenwürmer einen inneren Parasiten dar.

## Systematik
Die Kurznasen-Elefantenspitzmaus ist eine eigenständige Art aus der Gattung der Elefantenspitzmäuse (Elephantulus), zu denen insgesamt sieben weitere Arten zugerechnet werden. Die Elefantenspitzmäuse, die über weite Teile des südlichen und östlichen Afrikas verbreitet sind, bilden einen Teil der Ordnung der Rüsselspringer (Macroscelidea). Die Ordnung umfasst eher kleine, endemisch in Afrika vorkommende Tiere und wird heute in zwei Familien untergliedert. Dabei stellen die Rhynchocyonidae eine monotypische Gruppe dar und enthalten nur die Rüsselhündchen (Rhynchocyon). Diese repräsentieren die größten Angehörigen der Rüsselspringer und bewohnen überwiegend dicht bewaldete Habitate. Den Macroscelididae wiederum gehören neben den Elefantenspitzmäusen auch die Rüsselratte (Petrodromus), die Nordafrikanische Elefantenspitzmaus (Petrosaltator) sowie die Arten der Gattungen Galegeeska und  Macroscelides an. Diese sind an zumeist trockenere und offenere Landschaften angepasst und treten dadurch sowohl in Savannen als auch in wüstenartigen Regionen auf. Molekulargenetische Untersuchungen zeigten auf, dass sich die beiden Familien bereits im Unteren Oligozän vor etwa 32,8 Millionen Jahren voneinander abtrennten. Innerhalb der Macroscelididae erfolgte mit Beginn des Oberen Oligozän vor rund 28,5 Millionen Jahren eine stärkere Diversifizierung.

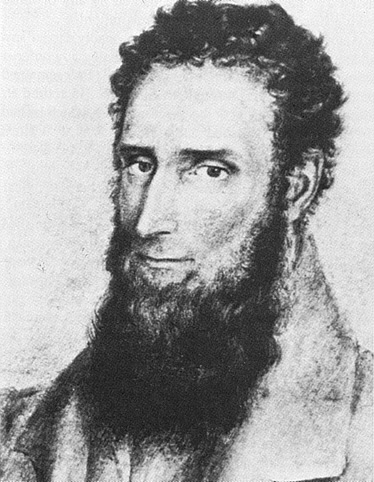
Sir Andrew Smith

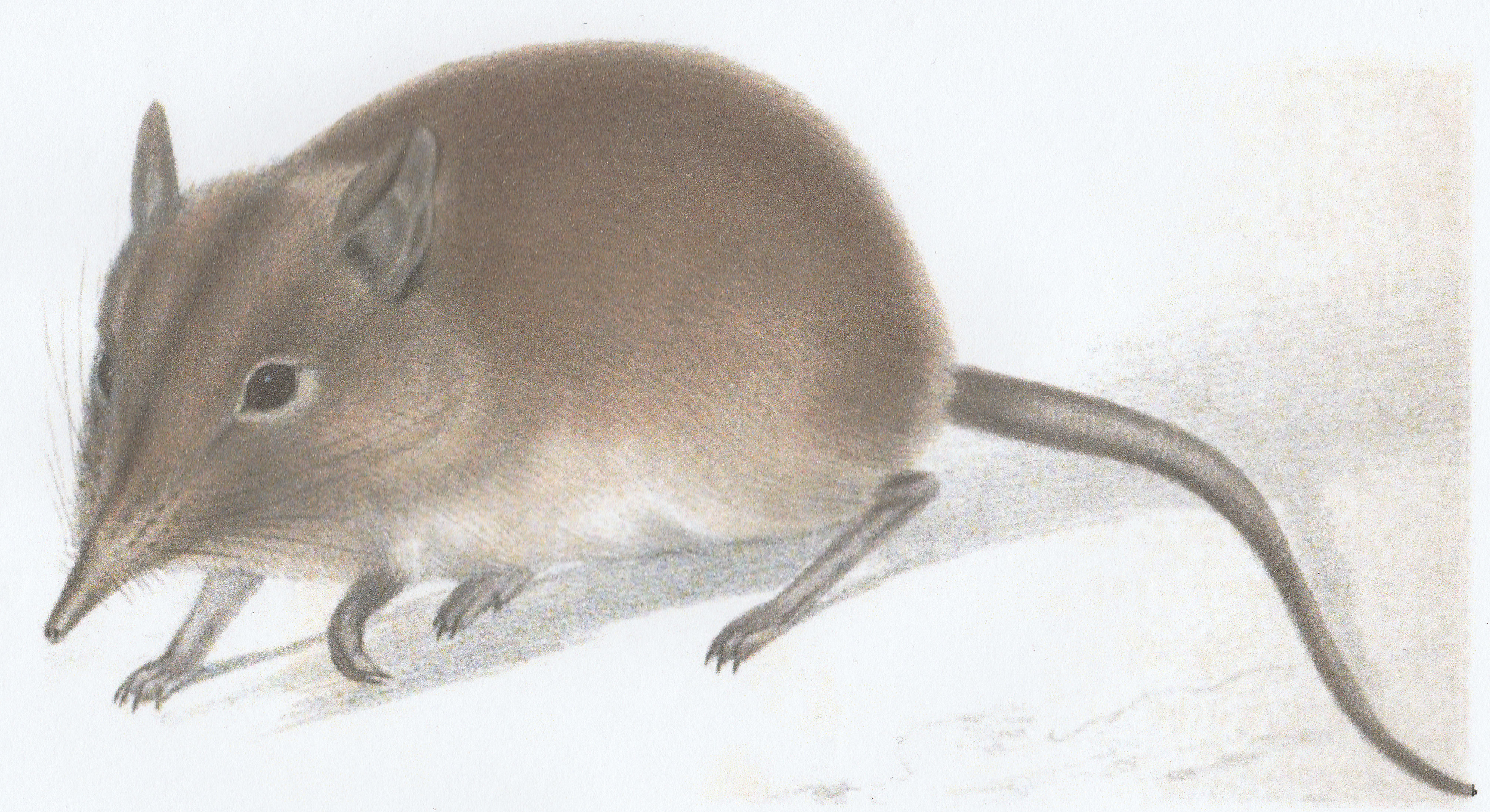
Historische Darstellung der Kurznasen-Elefantenspitzmaus von 1839

Nach molekulargenetischen Analysen aus dem Jahr 2011 bildeten die Elefantenspitzmäuse eine paraphyletische Gruppe, da Petrosaltator, Petrodromus und Macroscelides tief in die Gattung Elephantulus eingebettet waren. Allerdings befürworten die genetischen Untersuchungen auch die enge Verwandtschaft einer Gruppe von süd- und ostafrikanisch verbreiteter Arten. Im Ergebnis wurde die Rotbraune Elefantenspitzmaus (Galegeeska rufescens) als nächster Verwandter der Kurznasen-Elefantenspitzmaus angesehen. Die Schwestergruppe dieser beiden bildeten eine Klade bestehend aus der Trockenland-Elefantenspitzmaus (Elephantulus intufi) und der Westlichen Klippen-Elefantenspitzmaus (Elephantulus rupestris). In enger Beziehung zu dieser gemeinsamen Verwandtschaftsgruppe gehörte eine weitere Klade überwiegend südafrikanischer Arten, die die Östliche Klippen-Elefantenspitzmaus (Elephantulus myurus), die Kap-Elefantenspitzmaus (Elephantulus edwardii) und die erst 2008 neu beschriebene Karoo-Klippen-Elefantenspitzmaus (Elephantulus pilicaudus) umfasste. Als möglicher Ursprung dieser Artengemeinschaft wurde das östliche Afrika angesehen. Ein Teil dieser frühen Vertreter der Elefantenspitzmäuse wanderte dann während einer Phase zunehmender Aridisierung des Kontinentes zu Beginn des Oberen Miozäns vor rund 11,5 Millionen Jahren in Richtung Süden und Südwesten und somit zu den heutigen Verbreitungsgebieten. Eine weitere Aufsplitterung der Elefantenspitzmäuse resultierte aus einer erneuten Austrocknung der Landschaften des südlichen Afrikas im Übergang vom Oberen Miozän zum Pliozän vor rund 6 Millionen Jahren.
Die enge Beziehung zwischen der Kurznasen-Elefantenspitzmaus und der Rotbraunen Elefantenspitzmaus ließ sich allerdings nicht auf morphologischem Weg unterstützen. Hier ähnelte letztere stärker der Somali-Elefantenspitzmaus (Galegeeska revoili), was sich unter anderem in dem behaarten Nasenspiegel, der vergleichbaren Gesichtszeichnung und dem nur einfarbigen Schwanz ausdrückt. Schädelanatomiche Untersuchungen wiederum sprachen bezüglich der Rotbraunen Elefantenspitzmaus sowohl für eine stärkere Bindung zur Kurznasen- wie zur Somali-Elefantenspitzmaus. Eine genetische Analyse aus dem Jahr 2021 erbrachte dann, dass die Rotbraune Elefantenspitzmaus tatsächlich der Somali-Elefantenspitzmaus näher steht. Für die Kurznasen-Elefantenspitzmaus hingegen ergab sich eine engere Verwandtschaft zur Dunklen Elefantenspitzmaus (Elephantulus fuscus), die zuvor genetisch nur wenig berücksichtigt worden war.
In der Regel werden keine Unterarten der Kurznasen-Elefantenspitzmaus unterschieden, die auftretenden regionalen Farbvariationen gelten als klinal. Ursprünglich sah man aber die Dunkle Elefantenspitzmaus und die Dunkelfuß-Elefantenspitzmaus (Elephantulus fuscipes) aufgrund der Ausprägung eines dritten, unteren Molaren als artgleich mit der Kurznasen-Elefantenspitzmaus an. Zudem wurde das Merkmal genutzt, um im Jahr 1906 die Gattung Nasilio von Elephantulus abzutrennen (und beide aufgrund der weniger aufgeblähten Paukenblasen von Macroscelides). Eine Revision der Rüsselspringer im Jahr 1968 vereinte aber Nasilio mit Elephantulus und erkannte gleichzeitig die Dunkelfuß-Elefantenspitzmaus als eigenständig an, während die Dunkle Elefantenspitzmaus sechs Jahre später als selbständige Art eingestuft wurde. Spätere Untersuchungen an Allozymen und Isoenzymen der Rüsselspringer bestätigten, dass die ursprünglich zu Nasilio gestellten Arten tatsächlich zu Elephantulus gehören. Das Vorhandensein eines dritten Unterkiefermolaren wird daher als ursprünglich innerhalb der Rüsselspringer betrachtet, dessen Reduktion sich mehrfach unabhängig in unterschiedlichen Gattungen vollzog. Anhand der genetischen Analyse aus dem Jahr 2021 ist aber einer stärkere Differenzierung der Kurznasen-Elefantenspitzmaus möglich. Demnach setzt sich eine westliche Gruppe in Angola deutlich ab und formt die Schwestergruppe zu allen anderen Angehörigen. Letztere stellen wiederum fünf parapatrisch verbreitete Gruppen dar. Die Autoren der Untersuchung sehen alle diese Einheiten als potentielle Kandidaten für eigenständige Arten an.
Fossilfunde der Kurznasen-Elefantenspitzmaus sind eher selten. Einige wenige Nachweise in Form von Unter- und Oberkieferresten gelangen von Kabwe und Twin Rivers. Beide Fundstellen liegen in Sambia und datieren in das Mittelpleistozän, erstere könnte aber auch noch dem Altpleistozän angehören. Einige unsichere Funde stammen auch aus Kromdraai und Makapansgat in Südafrika, doch möglicherweise repräsentieren diese eher heute ausgestorbene Vertreter von Elephantulus. Keiner der bekannten Funde ist bisher wissenschaftlich genauer untersucht worden, so dass nach wie vor Unklarheit über das tatsächlich erste Auftreten der Kurznasen-Elefantenspitzmaus besteht.
Die wissenschaftliche Erstbeschreibung der Kurznasen-Elefantenspitzmaus erfolgte im Jahr 1836 durch Andrew Smith. Smith führte die Art aber unter dem wissenschaftlichen Namen Macroscelides brachyrhynchus. Als Typusregion gab er die Region zwischen Latakoo and the Tropic an, womit Kuruman in der südafrikanischen Provinz Nordkap und Betschuanaland, das heutige Botswana, gemeint ist. Der wissenschaftliche Artname bezieht sich wie der Trivialname auf die vergleichsweise kurze Ausprägung des Rüssels.

## Bedrohung und Schutz
Es sind derzeit keine größeren Bedrohungen für den Bestand der Kurznasen-Elefantenspitzmaus bekannt. Das Verbreitungsgebiet umfasst das größte aller bekannten Rüsselspringer. Die zumeist trockenen Graslandschaften führen nur zu wenigen Überschneidungen mit menschlichen Siedlungs- und Wirtschaftsräumen. Möglicherweise können Desertifikation oder Verbuschung der Landschaften einen Einfluss auf die einzelnen Populationen haben. Gegenwärtig ist aber nicht bekannt, ob ein zunehmender oder abnehmender Populationstrend vorliegt. Aus diesen Gründen stuft die IUCN die Kurznasen-Elefantenspitzmaus als „nicht gefährdet“ (least concern) ein. Die Art kommt in mehreren geschützten Gebieten vor. In menschlicher Obhut wird die Kurznasen-Elefantenspitzmaus nur selten betreut. In der europäischen Zoogeschichte gab es mit London bisher nur einen Halter, die Tiere wurden dort in der ersten Hälfte der 1970er Jahre präsentiert.